# Politireformen
Politireformen blev vedtaget den 4. november 2006 i Folketinget af regeringen, Dansk Folkeparti, Socialdemokraterne, Det Radikale Venstre og SF. Reformen var en flerårsaftale for politiet og anklagemyndigheden 2007-2010, som blandt andet fastlagde de økonomiske rammer for gennemførelsen af politireformen.
Politireformen var den mest omfattende og gennemgribende reform af dansk politi i nyere tid. Formålet med reformen var at styrke og udvikle politiets evne til at løse opgaver i overensstemmelse med fremtidens krav. 

## Reformen

### Politiet
- Ensartede korte responstider i hele landet
- Ensartet høj kvalitet gennem uddannelse, specialisering og nye kompetencer.
- Udbygning af den lokale forankring og dialog om kriminalitetsproblemerne
- Anvendelse af moderne it i opgaveløsningen
- Styringsreform med decentralisering og koordinering
- Gennemførelse af fusionsprocessen med sammenlægningen af de hidtidige 54 politikredse til 12 nye politikredse

### Anklagemyndigheden
- Øget kvalitet med fokus på bl.a. kompetenceudvikling og videndeling
- Øget effektivitet gennem moderne mål- og resultatstyring, optimering af sagsgange og fokus på ledelse og personalepolitik
- Sikring af legalitet i den nye struktur baseret på en fælles strategi med tværgående fokusområder